# Adolfsberg, Örebro
Adolfsberg är en stadsdel i tätorten Örebro i Örebro kommun, belägen strax söder om centrala Örebro. 
Stadsdelen omges av Västerleden i väster, Gustavsvik i norr, Bondsätter och Marieberg i söder och Sörbyskogen i öster. Området delas administrativt upp i Adolfsberg Västra och Adolfsberg Östra där de två delarna 2008 hade omkring 7 300 invånare.
På senare år har Adolfsberg byggts ihop med Mobacka/ Marieberg.

## Historia

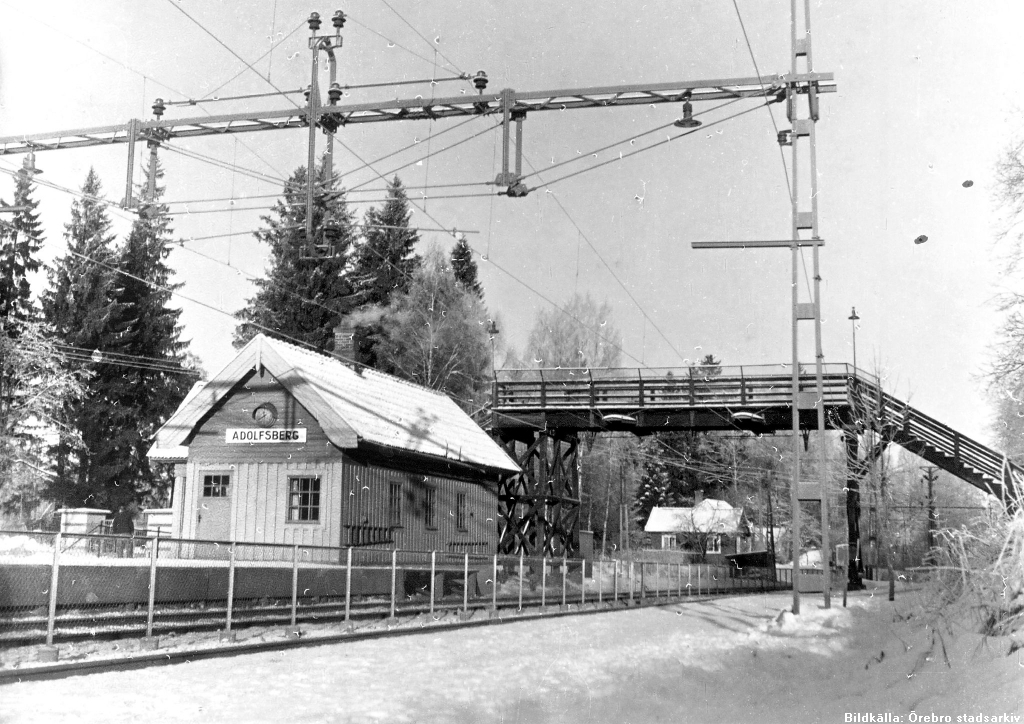
Den numera nedlagda järnvägshållplatsen i Adolfsberg.

Innan Örebros stora expansion under 1950-talet låg området ganska isolerat och var ett utflyktsmål för de välbärgade örebroarna som besökte den lokala brunnsverksamheten eller något av de många kaféer som under 1900-talets början växte fram i området. Under denna tid byggdes även ett sanatorium i områdets nedre del för att ta hand om tuberkulospatienter. I denna byggnad har det sedan sanatoriets nedläggning bedrivits vandrarhems- och daghemsverksamhet.
I Adolfsberg fanns förr en hållplats utmed Statsbanan Hallsberg–Örebro, som numera är en del av Godsstråket genom Bergslagen.

### Befolkningsutveckling
| Befolkningsutvecklingen i Adolfsberg 1950–1965                                       | Befolkningsutvecklingen i Adolfsberg 1950–1965 | Befolkningsutvecklingen i Adolfsberg 1950–1965 | Befolkningsutvecklingen i Adolfsberg 1950–1965 | Befolkningsutvecklingen i Adolfsberg 1950–1965 |
| ------------------------------------------------------------------------------------ | ---------------------------------------------- | ---------------------------------------------- | ---------------------------------------------- | ---------------------------------------------- |
|                                                                                      |                                                |                                                |                                                |                                                |
| År                                                                                   |                                                |                                                | Folkmängd                                      | Areal (ha)                                     |
| 1950                                                                                 | 1950                                           |                                                | 1 672                                          | ##                                             |
| 1960                                                                                 | 1960                                           |                                                | 1 418                                          | 294                                            |
| 1965                                                                                 | 1965                                           |                                                | 1 831                                          | 295                                            |
| Anm.: Sammanvuxen med Örebro 1970. ## Som tätort/befolkningsagglomeration 1920–1950. |                                                |                                                |                                                |                                                |

## Samhället
Övre Adolfsberg ligger öster om järnvägen och är en beskrivnings av dess geografiskt sett högre läge. Nedre Adolfsberg ligger väster om järnvägen och ligger i lägre terräng. 
Bebyggelsen i Adolfsberg är varierad, med tonvikt på enfamiljsvillor och radhus. De största enskilda radhuskvarteren utgörs av Brunnsgärdet och Brunnsängen (Nedre) samt Södra Ladugårdsskogen och Halltorp.
Till de senaste tillskotten i bebyggelsen hör bostadsrätterna vid Parklyckevägen (nedre) samt de, till största delen prefabricerade, villorna på Myggvägen och Spindelvägen (övre).
Adolfsbergs centrum ligger vid Adolf Mörners plan, en öppen plats i Adolfsberg. Centrum består av en ICA-butik, en pizzeria, dansbanan Regnbågen och folkparken Brunnsparken.
Brunnsparken, i nedre Adolfsberg, är en gammal folkpark som bland annat stått värd för konserter av storheter som Chuck Berry , Boney M, John Miles, Gyllene Tider,  Roxette, Lars Winnerbäck, Thåström, Håkan Hellström och andra akter genom åren. Brunnsparken har fått sitt namn efter den hälsobrunn som en gång fanns där.

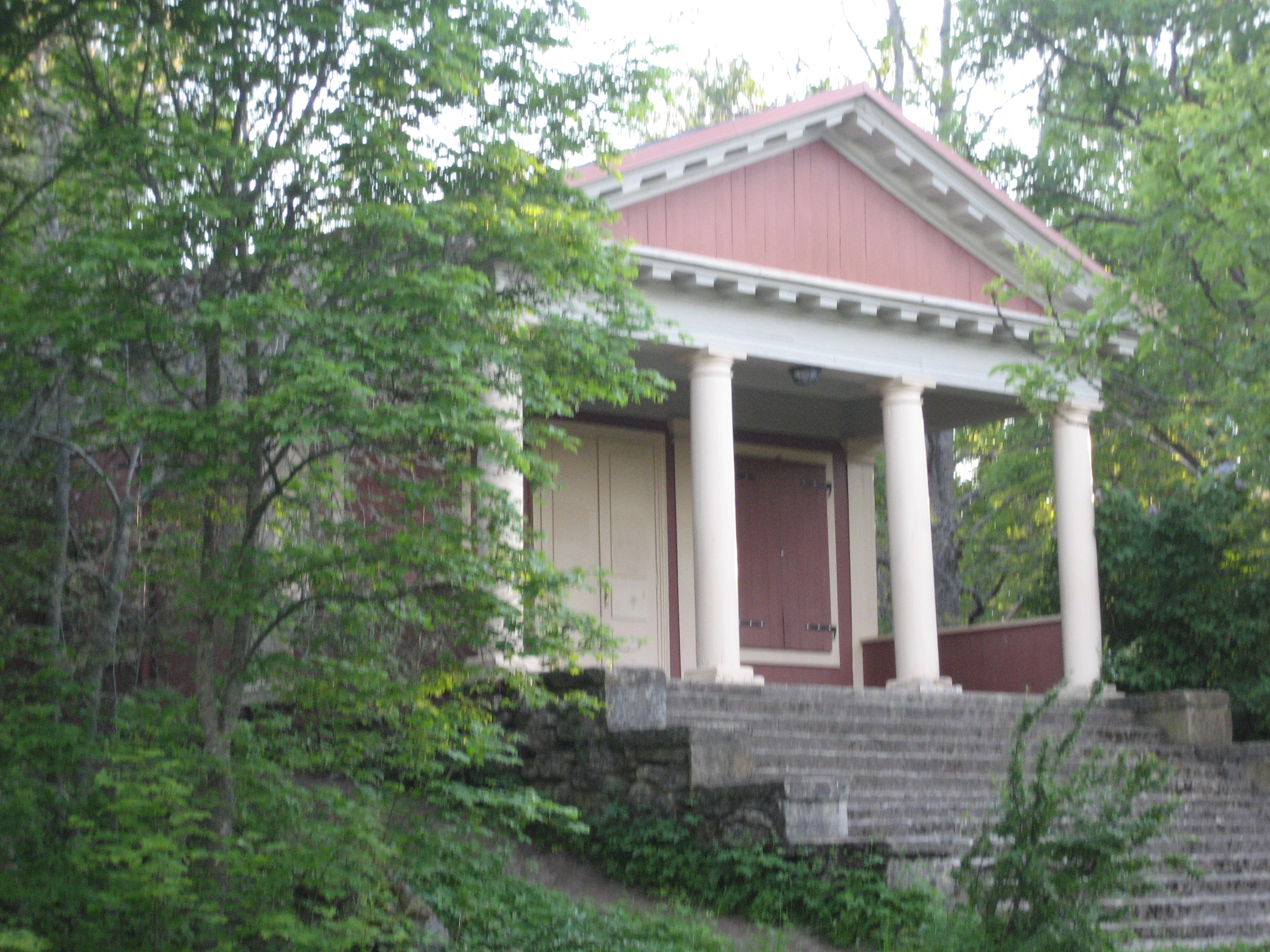
Templet i Sommarro, nedbrunnet i augusti 2010.

Här finns bland annat en engelsk park där det har funnits ett tempel som drottning Kristina fick som present och var ämnad som jaktstuga. Detta tempel, som även benämndes "kapellet", brann dock ner den 16 augusti 2010. Templet är numera uppbyggt igen. 

### Gatunamn
I nedre Adolfsberg har många av gatunamnen anknytning till brunnsorter, exempelvis Loka gränd, Surbrunnsgränd och Porla gränd, medan övre Adolfsberg har ett utpräglat insektstema, såsom Getingvägen, Guldvingestigen, Ollonborrstigen och Lysmaskstigen. Vissa gator har också fått sina namn efter lokala personligheter, exempelvis Magister Nilssons Väg, Kalle Posts Väg, Kvast-Johannas Väg och Elof Ljunggrens Väg. I den övre delen har även enskilda äldre villor, som förr användes som sommarbostäder av de välbärgade i Örebro, fått ge namn till gator såsom Vårbovägen, Solbackevägen, Sofiebergsvägen och Fågelsångsvägen. Den sistnämnda har för övrigt sitt ursprung i Villa Fågelsång, som tillhörde författaren Hjalmar Bergmans far, Claes Bergman. Detta hus är dock sedan 1970-talet rivet.

## Områden

### Nedre Adolfsberg
Brunnsgärdet är ett bostadsområde som utgörs av radhus i 1–1,5 plan som uppfördes i slutet av 1960-talet och husen stod inflyttningsklara 1967. I folkmun kallas de, på grund av sin lådform, för skokartongerna. Brunnsgärdet har fått sitt namn efter den hälsobrunn som en gång låg i den närbelägna Brunnsparken. Gatunamnen i området är också hämtade från svenska brunnsorter. 
Mitt i området ligger parken Brunnsgärdeslunden. Brunnsgärdet är i stort sett bilfritt och parkering för de boende finns utmed områdets kanter. Det begränsas av Glomman, Mosåsvägen och Godsstråket genom Bergslagen. I nära anslutning till Brunnsgärdet ligger Adolfsbergskyrkan, Adolfsbergs centrum, Brunnsskolan F-6 och Adolfsbergs vårdcentral. Cykelvägar förbinder också området med Lindhult, Sandhem och Solfjädern.
Brunnsängen är ett bostadsområde som utgörs av HSB:s bostadsrättsförening Passaren; ett radhusområde som uppfördes 1980 och ligger mellan Parkstaden, Adolf Mörners plan, Ånstabacken och Godsstråket genom Bergslagen.  
Bostäderna är i olika storlekar med antingen 1, 1,5, eller 2 plan, men har ett liknande utseende med fasader i gult tegel och mörka träsnickerier. Här finns även en pelare som en gång satt på, den idag rivna, träläktaren vid Eyravallen (Behrn Arena). Marken där Brunnsängen byggdes på bestod innan dels av en bensinstationstomt och dels av illa utnyttjad ängsmark. Namnet Brunnsängen kommer från den hälsobrunn som länge låg i den närbelägna Brunnsparken. Gatorna i området, Surbrunnsgränd och Hälsogränd, anknyter till detta tema.
Lindhult är ett bostadsområde som begränsas av Glomman och Mosåsvägen. Lindhultsområdet började bebyggas i början av 1990-talet, efter att tidigare varit ett outnyttjat skogsområde och ännu tidigare varit känt som avrättningsplats (galgbacke). 
Idag består området av villor, gruppboende för rörelsehindrade, radhus, 50+ boende i flerbostadshus samt äldreboende. I nära anslutning till Lindhult ligger Adolfsbergs vårdcentral och en pizzeria. Lindhult förbinds med områdena Brunnsgärdet, Sandhem och Marieberg via cykelvägar. I södra delen av Lindhult ligger Lindhultsparken och en djurkyrkogård. 
Nasta
Sandhem är ett radhusområde som uppfördes under det tidiga 1980-talet mellan Mosåsvägen, Västerleden och Sanatorieparken. Området utgjordes innan av tallskog och sandjord; därav namnet. På grund av sin närhet till kraftigt trafikerade vägar omgärdas Sandhem av bullerskyddsvallar. Området förbinds med övriga Adolfsberg via en gång- och cykeltunnel. Nyligen har efterforskningar gjorts och man har kommit fram till att stora delar av Sanatorievägen ligger på en gammal soptipp.
Området Solfjädern ligger mellan Sandhem och Nasta och gränsar till Sanatorieparken, Västerleden och Brunnsgärdet. Området utgörs av flerbostadshus i två våningar, vilka är utplacerade i ett grönområde så att de uppifrån påminner om en solfjäder. Lägenheterna är bostadsrätter av varierande storlek. Området förbinds med en gång- och cykelbro till Adolfsbergs centrum och Brunnsparken. I nära anslutning till området ligger också Korskyrkan.
I nära anslutning finns ett 5 km elljusspår som är populärt för gamla som unga på Brunnsgärdet.

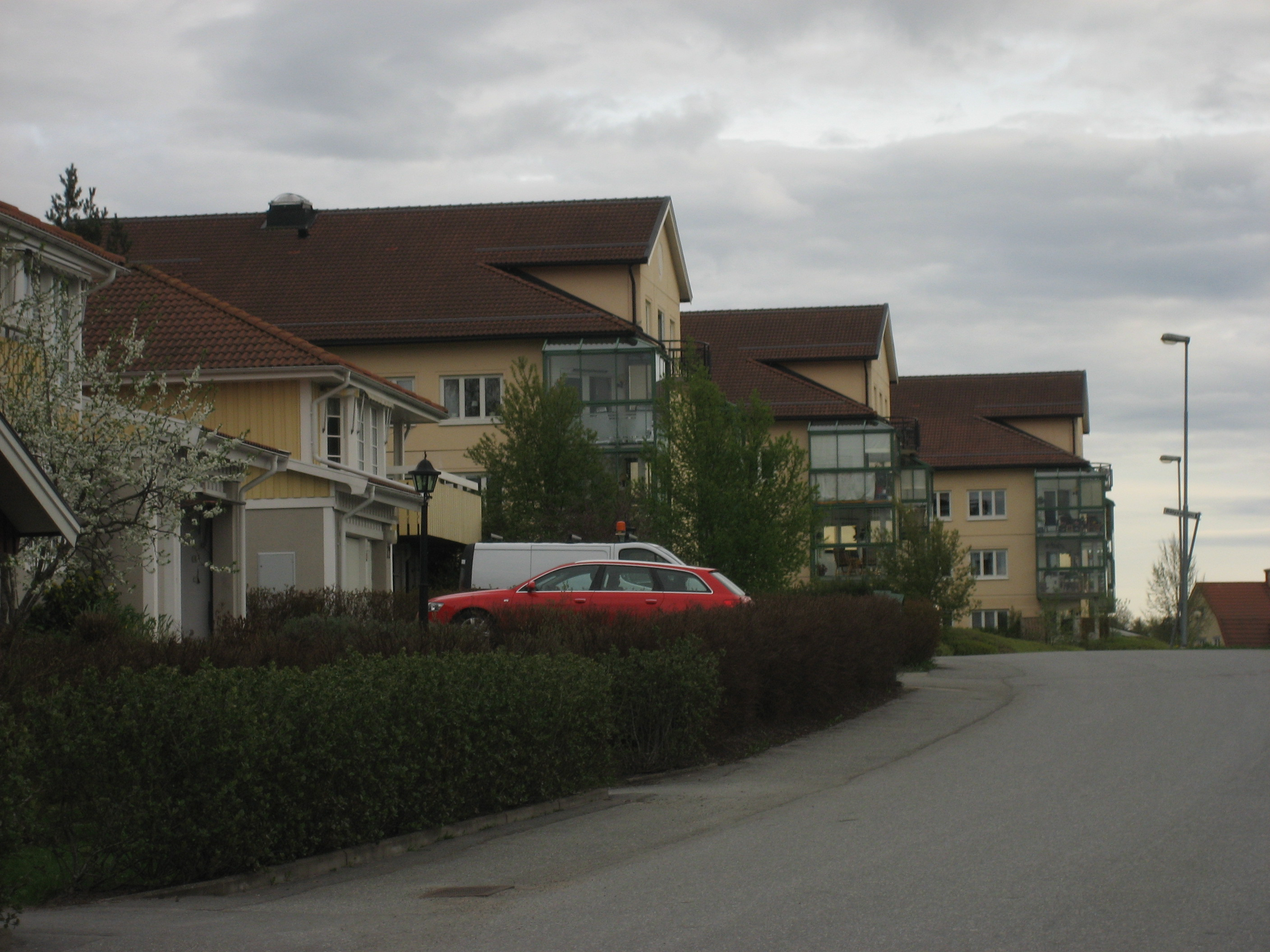
Ånstabacken.

Ånstabacken ligger på en rullstensås mellan Nasta och Brunnsängen i norra delen av nedre Adolfsberg. Från början av 1900-talet finns en handfull villor, men mest präglas Ånstabacken av ett antal flerbostadshus i gulorange puts som uppfördes i början av 1990-talet. Vid denna tid tillkom även en grupp radhus i rött tegel, utplacerade i ett terrassystem utmed en sluttning som vetter mot väster. Området delar kommunal och kommersiell service med andra områden i Adolfsberg.

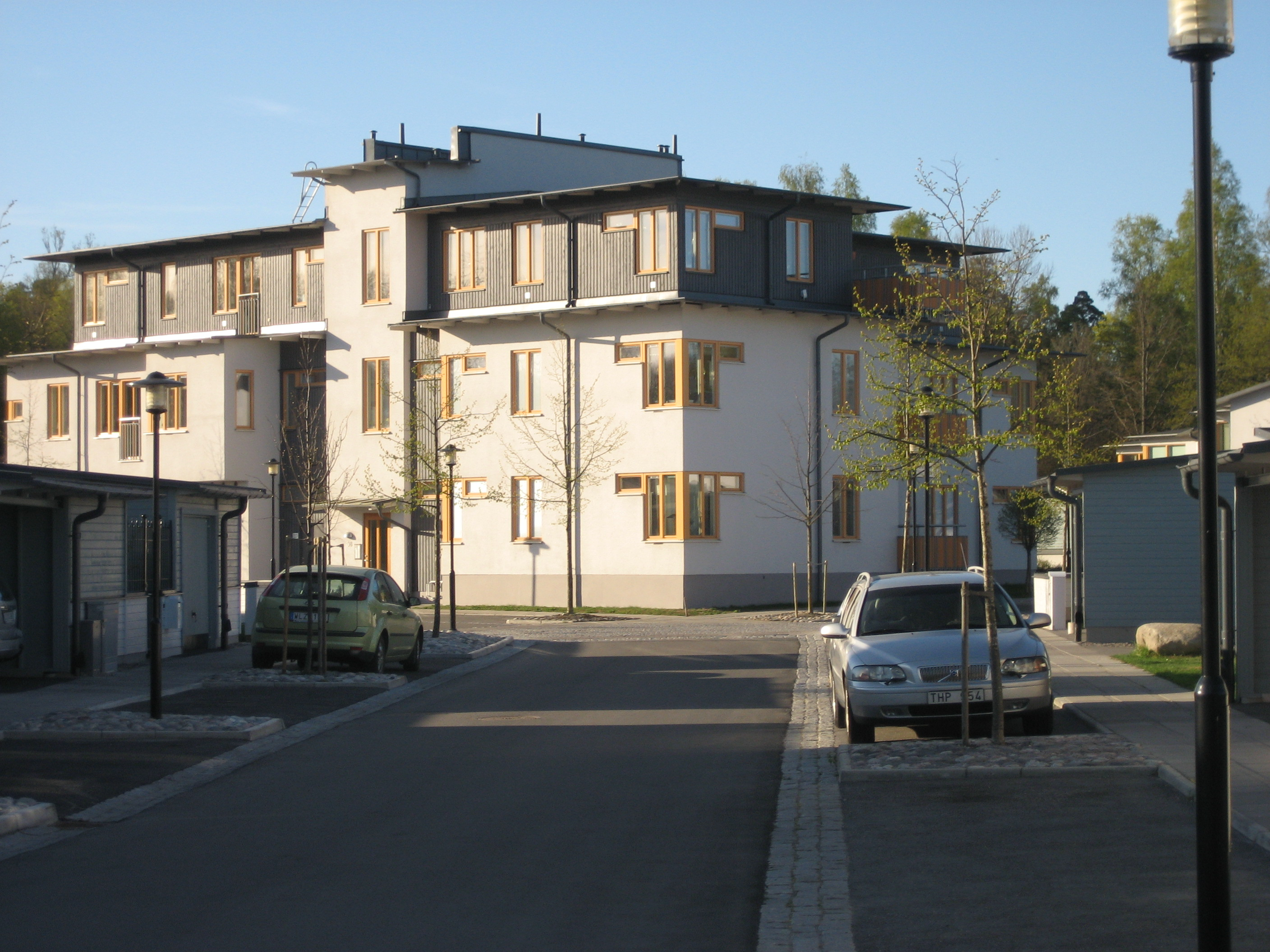
Parkstaden

Parkstaden är ett bostadsområde som uppfördes av byggföretaget JM mellan åren 2004 och 2006 i flera omgångar. Området består dels av flerbostadshus i tre våningar och dels av sammanbyggda enplansradhus som fått ett enhetligt utförande i ljus puts och träsnickerier. 
Radhusen har små privata trädgårdar och vetter mot gemensamma öppna grönområden. Parkstaden har fått sitt namn på grund av dess närhet till Brunnsparken. Området gränsar också till järnvägen Godsstråket genom Bergslagen och bostadsområdet Brunnsängen.

### Övre Adolfsberg

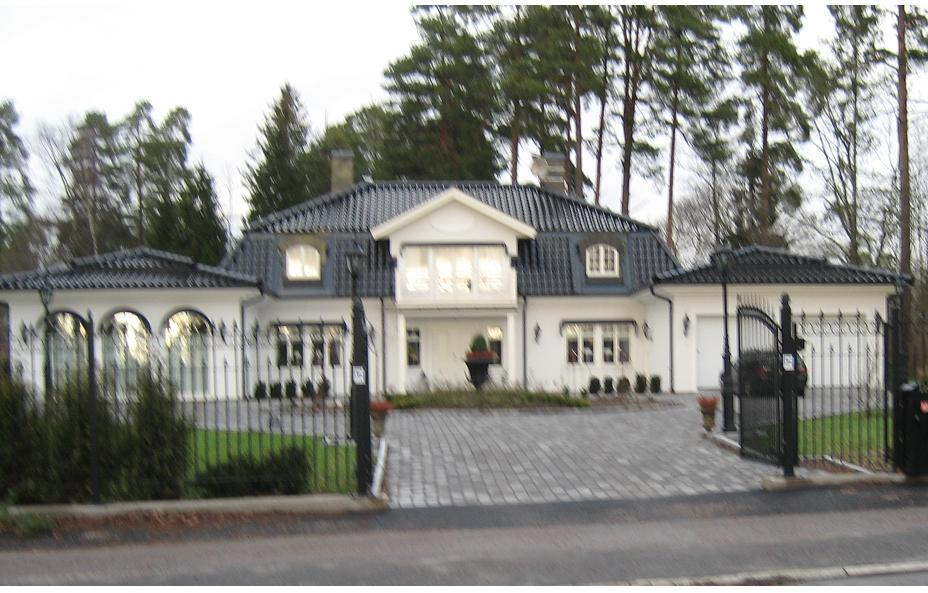
Villa vid Glomman.

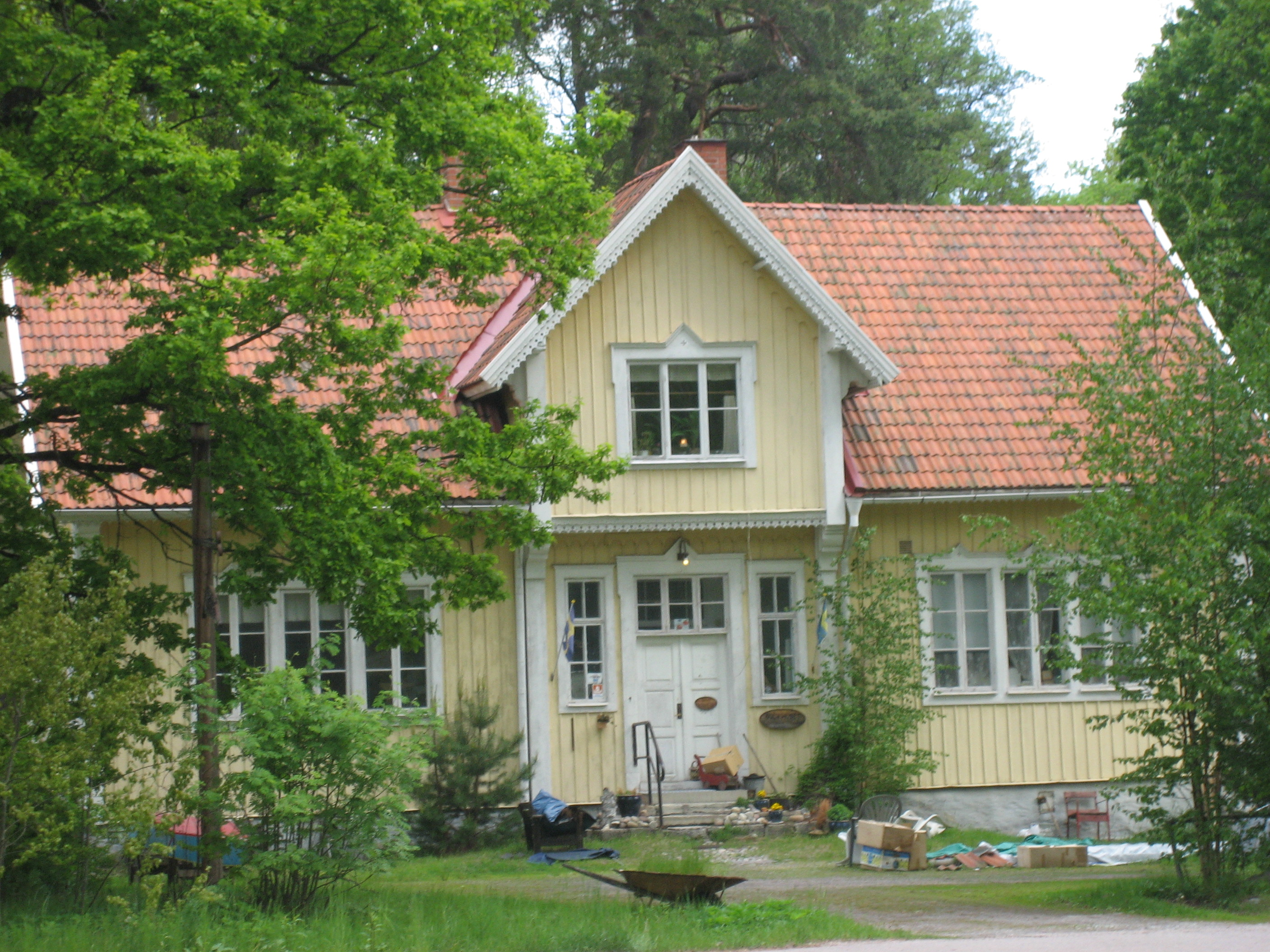
Adolfsbergs gamla söndagsskola, numera Gula Väven.

Bondsätter är ett mindre område som ligger söder om Örebro och gränsar till Adolfsberg. Området, som till stor del består av bondgårdar, omges av fält, skogsmark och hagar. Genom Bondsätter går Bondsättersvägen, som förbinder Adolfsberg med Marieberg, Vittvång och Almbro. Mitt i det lilla samhället ligger plantskolan Trädgårdsväxter AB med tillhörande drivhus.
Halltorp uppfördes på tidigare åkermark i slutet av 1970-talet mellan Adolfsbergsskolan och Glomman. Det består av hyresrätter, ägda av Örebrobostäder, vilka utformats som radhus i ett eller två plan kring bilfria gårdar. De mindre husen har röd träpanel och de större har gul dito. Mitt i området finns en föreningslokal med tvättstuga. I området finns även kollektivboenden för rörelsehindrade, samt ett internatboende för barn och ungdomar som går på den närbelägna Adolfsbergsskolans specialenheter.
Hällebo har fått sitt namn från den närbelägna Hälleboparken och tillhör formellt Södra Ladugårdsskogen. Hällebo uppfördes till största delen under slutet av 1970-talet och består uteslutande av stora och medelstora villor; många av dessa är 1,5-planshus med så kallad joddlarbalkong. I början av 2000-talet tillkom några villor i områdets östra kant, då en större tomt styckades av i flera små. Genom området gick förr en landsväg, vilken förband Bondsätter med Sommarro och centrala Örebro, men denna omvandlades senare till cykel- och gångväg. Överhuvudtaget är Hällebo anpassat för fotgängare med bilfria zoner och cykelvägar som leder till övriga delar av Adolfsberg.

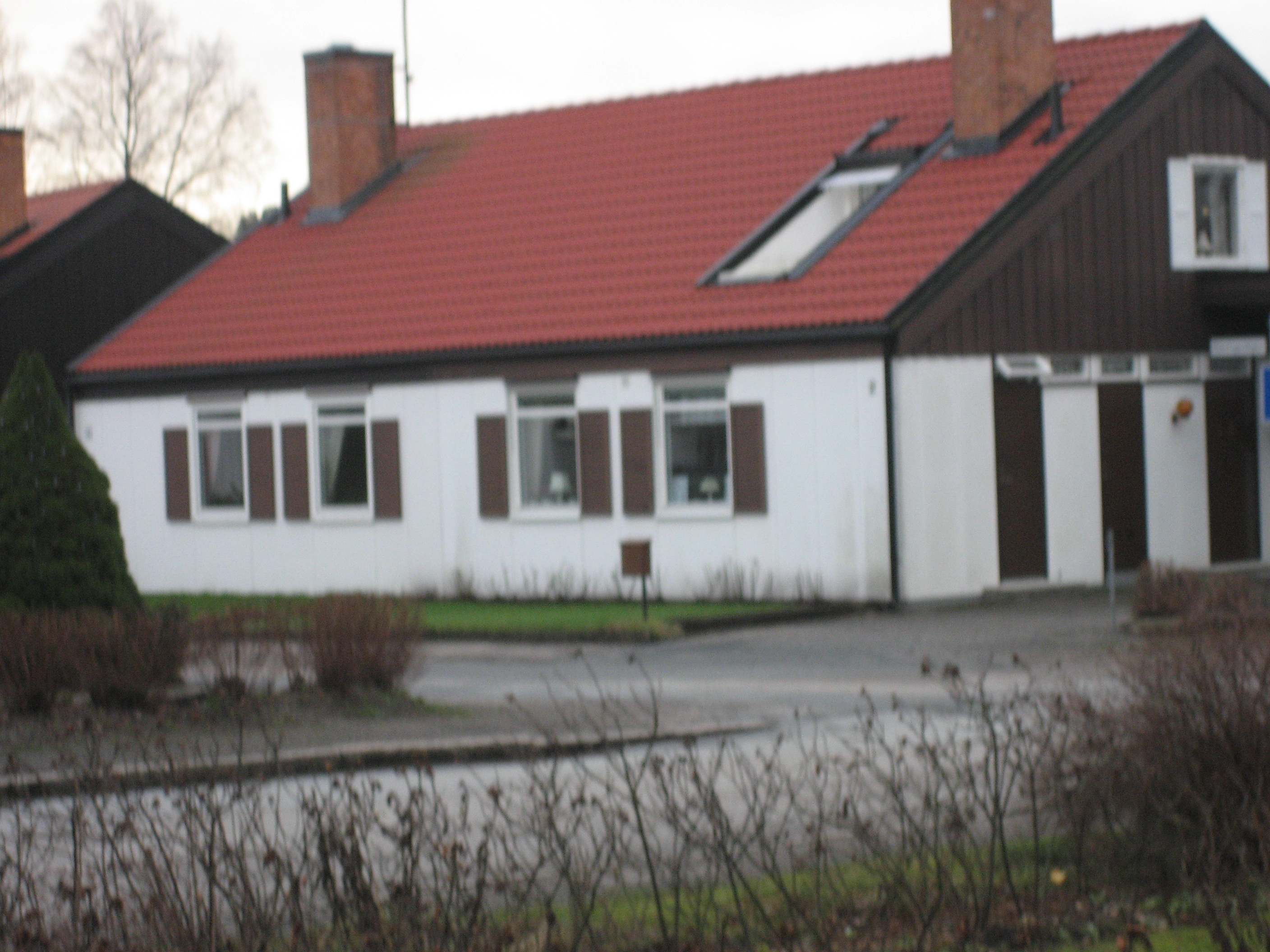
Radhus

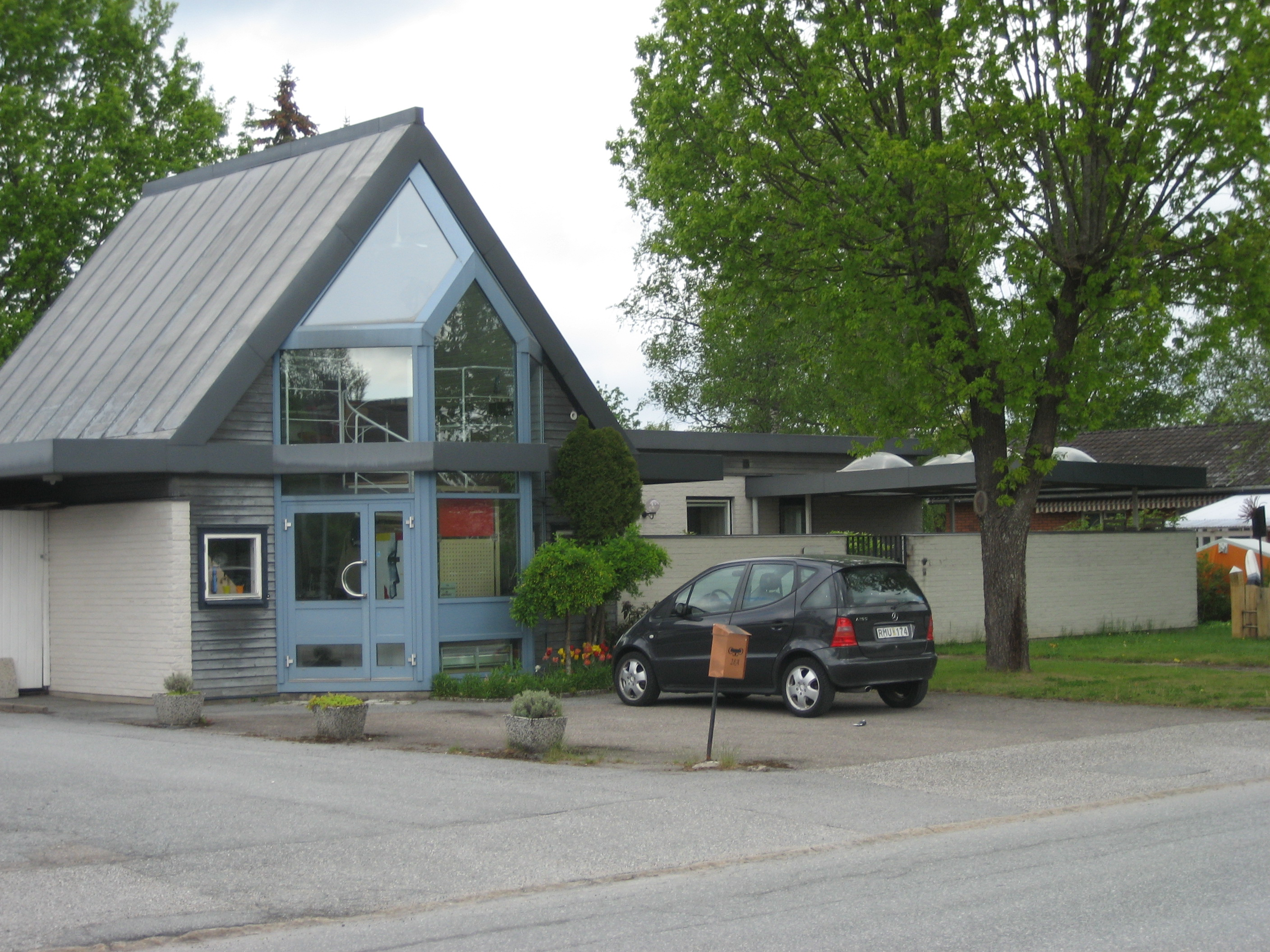
Villa vid Smedstorpsvägen.

Negerbyn är ett bostadsområde med radhus som uppfördes 1959-1960 i övre Adolfsberg. Det begränsas av Motorpsvägen, Varggropsvägen, Smedstorpsvägen, Blombergsvägen och Magister Nilssons väg. Gatunamnen inom området har insektstema. Mitt i Negerbyn ligger grönområdet Sjättedelsparken. Husen är uppförda i enheter om två bostäder per hus, med sammanbindande garage. Från början var varje bostad 109 kvadratmeter stor, vilket dock många ägare har utökat under årens lopp genom tillbyggda takkupor. Många har också tillfört fönsterluckor och målade gavlar i individuella kulörer, jämfört med den ursprungliga bruna färgen, vilket i stor utsträckning minskat områdets enhetlighet.
Tidigare uppgifter att det på platsen funnits en gård kallad "Negers Gård" under 1800-talet är ren fiktion som med enkelhet kan vederläggas genom en total avsaknad av namnet i äldre kartmaterial och kommunala handlingar.
Södra Ladugårdsskogen utgörs egentligen av ett skogsparti söder om Bergavägen, nära Bondsätter, men i brist på annat namn så brukar även bostadsområdet mellan Adolfsbergsskolan, Elof Ljunggrens väg, Bergavägen, Hälleboparken och Glomman inkluderas. Ibland kallas detta område även för Kalle Postområdet efter huvudgatan Kalle Posts väg. Mest korrekt är dock att benämna området som en del av övre Adolfsberg. Bebyggelsen består till största delen av radhus från 1970-talet med slutna, bilfria gårdar, liksom friliggande radhus och villor från samma tid.
Vårbo ligger strax öster om Godsstråket genom Bergslagen och norr om Vännebo. Det utgörs av den bebyggelse som ligger i anslutning till Vårbovägen, vilken i sin tur omger Vårboparken. Husen består uteslutande av villor som till största delen uppfördes under 1960- och 1970-talet. Vårbo har fått sitt namn från den gård som förr fanns i området och som delvis finns kvar än idag.
Vännebo utgörs av ett villaområde kring Vänneboparken och utgörs av gatorna Vännebovägen, Odensbergsgatan och Backebergsvägen. Bebyggelsen uppfördes till största del under 1960- och 1970-talet. Vännebo gränsar till Amerikaskogen och Godsstråket genom Bergslagen.

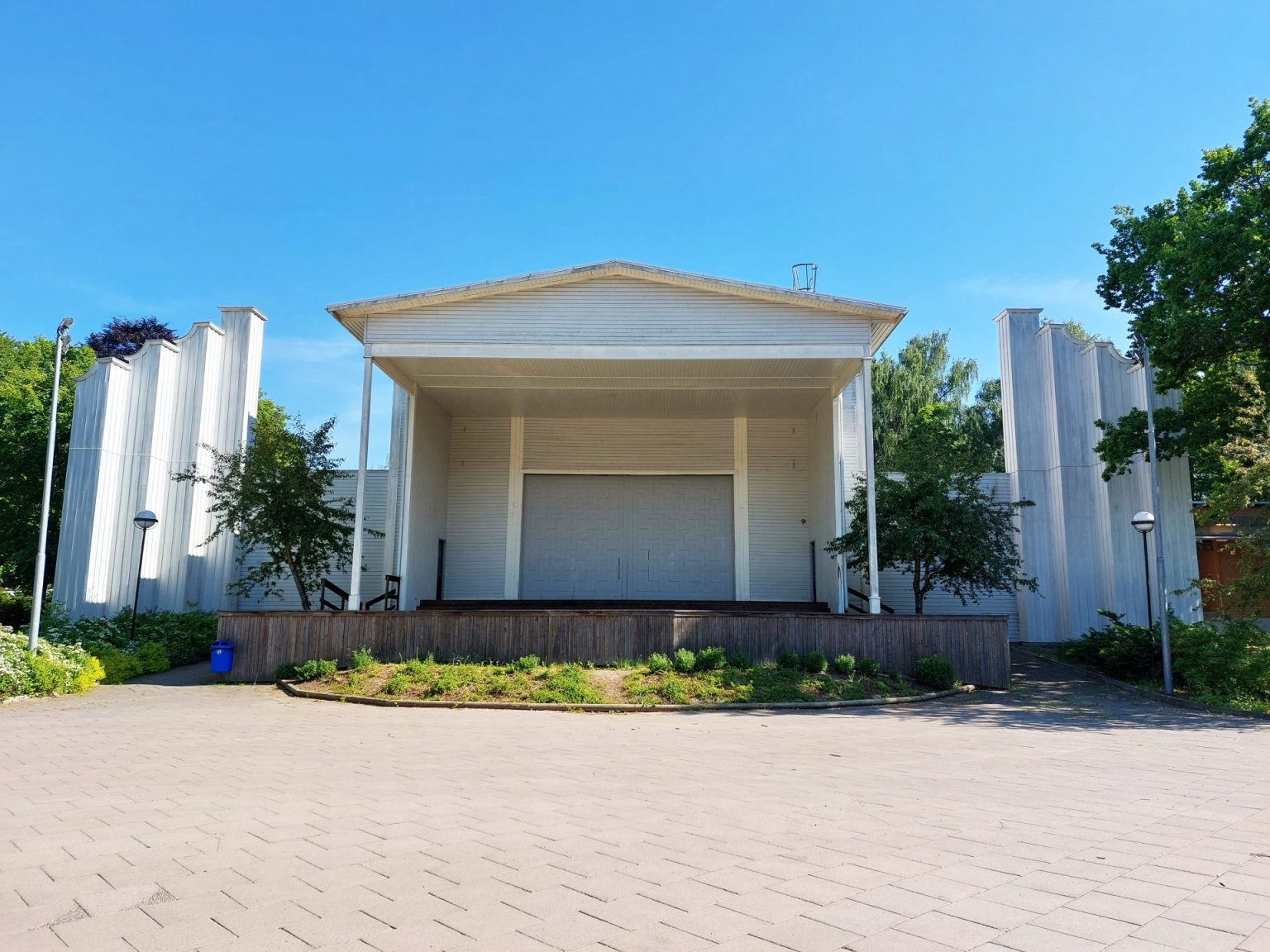
Parkteatern i Brunnsparken.

## Grönområden
Amerikaskogen
Asplunden är ett mindre grönområde som begränsas av villaträdgårdarna på Tempelkärrsvägen och Asplundavägen i norr och söder, samt av Smedstorpsvägen i väster och bebyggelsen i Halltorp i öster. Asplunden består till största delen av en björk- och asplund (som namnet skvallrar om), samt av en lekpark. Området genomkorsas av en cykelväg.
Brunnsparken, Örebro
Eriksbergsparken är ett mindre grönområde i nedre Adolfsberg. Området ligger längs Glomman och utgörs av gräsytor, buskage och träd och har en genomgående cykelväg som förbinder övre Adolfsberg med Lindhultsområdet. Mitt i parkområdet ligger Adolfsbergskyrkan, den tidigare mödravårdscentralen Eriksbergsgården och äldreboendet Adolfsbergshemmet; samtliga uppförda mellan 1960 och 1970.
Hagalund är ett område som begränsas av bebyggelsen i övre Adolfsberg i söder, av Sommarro och Lugnet i öster och norr, samt av Godsstråket genom Bergslagen i väster. Genom området går Hagalundsvägen som förbinder övre Adolfsberg med Gustavsviksvägen. Här ligger Adolfsbergs hembygdsgård, Örebro kommuns trädbank, samt Hagalundsskolan som dock inte längre har någon utbildningsverksamhet.
Hälleboparken är ett grönområde i övre Adolfsberg. Området utgörs av två stycken fotbollsplaner, tennisbanor, löparbana, frisbeegolfbana, buskage och gräsytor och omges av en gång- och cykelväg. 
Parken uppfördes i samband med byggandet av den nya Adolfsbergsskolan i slutet av 1970-talet och ligger också i anslutning till denna. Skolan använder sig dessutom av denna park vid utomhusidrott. När skolan byggdes schaktades stora mängder sand och grus bort, vilket resulterade i de två gräsbevuxna kullar som idag karaktäriserar området. 
Hälleboparken avgränsas av villakvarteren kring Hällebovägen och Smedstorpsvägen, samt Bergavägen och Adolfsbergsskolan. I slutet av 1990-talet uppfördes en skateboardramp i parkens sydvästra hörn, men efter påtryckningar från grannar som stördes revs denna efter bara några år i bruk.
Lindhultsparken är ett park- och naturområde som begränsas i väster av Mosåsvägen, i söder av Marieberg, i öster av Lindhultsvägen och i norr av villorna i området Lindhult. Området var fram till början av 1990-talet tämligen orört och otillgängligt, då majoriteten av villorna i Lindhult tillkom. Parken består idag av ett skogsparti, en lekpark, en trädgårdavfallsdepå och en djurkyrkogård, men kommer troligen att förändras inom en snar framtid i och med att man skall bygga samman Marieberg och Adolfsberg med radhus och flerfamiljshus.
Lugnet är ett grönområde som utgör den norra kanten av Sommarroskogen. Den största delen av området består av Lugnets idrottsplats, där Adolfsbergs IK har sin hemmabas. Förutom fotbollsplaner och klubbhus finns där även en bågskyttebana. Lugnet omges av ängs- och betesmarker, vilka till stor del ingår i den närliggande Karlsdals gård. En viss del av denna mark kommer troligen att försvinna i och med en planerad tvärled som skall förbinda Norrköpingsvägen i öster med Västerleden (E18/E20).
Lövåsparken är ett grönområde i övre Adolfsberg. Parken ligger i bostadsområdet Södra Ladugårdsskogen och omges i tre väderstreck av villor och radhus. I söder vetter den dock mot genomfartsgatan Bergavägen. Parken består av gräsytor, lägre trädvegetation samt en lekpark som Örebro kommun ansvarar för. Lekparken anlades i samband med att övrig omgivande bebyggelse kom till under 1970-talet och fick ett nytt utseende år 2005. Ett par cykelvägar förbinder Lövåsparken med övriga Adolfsberg.
Nastabergsparken är ett öppet grönområde som är beläget i Adolfsbergs västligaste del. I praktiken fungerar det som en buffertzon mellan villorna i Nasta, industriområdet Nasta och Västerleden. I söder är parken förbunden med Sanatorieparken, där de öppna gräsytorna övergår i tallskog. De olika delarna av området förbinds med gångvägar och längst västerut i parken finns en tennisbana.
Reträtten
Sanatorieparken är ett friluftsområde i nedre Adolfsberg. Området utgörs av en naturpark med flera, märkta motionsspår av varierande längd. Området begränsas i öster av Mosåsvägen, i väster av motorvägen E18/E20, i norr av bostadsområdet Solfjädern och i söder av radhusområdet Sandhem. Parken har fått sitt namn efter den lungklinik som under början av 1900-talet fanns i parken. Idag hyser denna byggnad daghemsverksamhet. Vegetationen i området består mestadels av barrskog.
Sommarro, Örebro
Sjättedelsparken är ett mindre grönområde i övre Adolfsberg. Parken består av dungar, en fotbollsplan och en lekpark. Den uppfördes i början av 1960-talet. Sitt namn har parken fått av två anledningar; för det första utgör den ungefär en sjättedel av detta radhusområde och dels har den en sexhörnigs form, sedd från ovan.
Vårboparken är ett mindre naturområde i övre Adolfsberg. Området utgörs av ett skogspari som bevarades då de omgivande kvarteren började byggas i slutet av 1950-talet. Innan dess fanns dock ett flertal byggnader utspridda i närheten, varav ett har gett namn åt hela området (Villa Vårbo). Vårboparken begränsas av villaträdgårdarna kring Vårbovägen samt Motorpsvägen och ligger relativt otillgängligt. En mindre stig korsar dock parken i väst-östlig riktning. Vegetationen utgörs till stora delar av barr- och blandskog.
Vänneboparken är ett mindre grönområde som utgörs av ett skogsparti med blandskog, liksom en lekplats, en gräsplan och två tennisbanor. I söder gränsar Vänneboparken till Amerikaskogen och i de andra riktningarna gränsar den till villa- och radhusbebyggelse. Området är avskärmat från biltrafik, men flera viktiga cykel- och gångvägar korsar parken och möjliggör en förbindelse mellan de olika gatorna i området; Getingvägen, Odensbergsgatan, Vännebovägen, Vårbovägen, Magister Nilssons väg och Barkborrevägen.

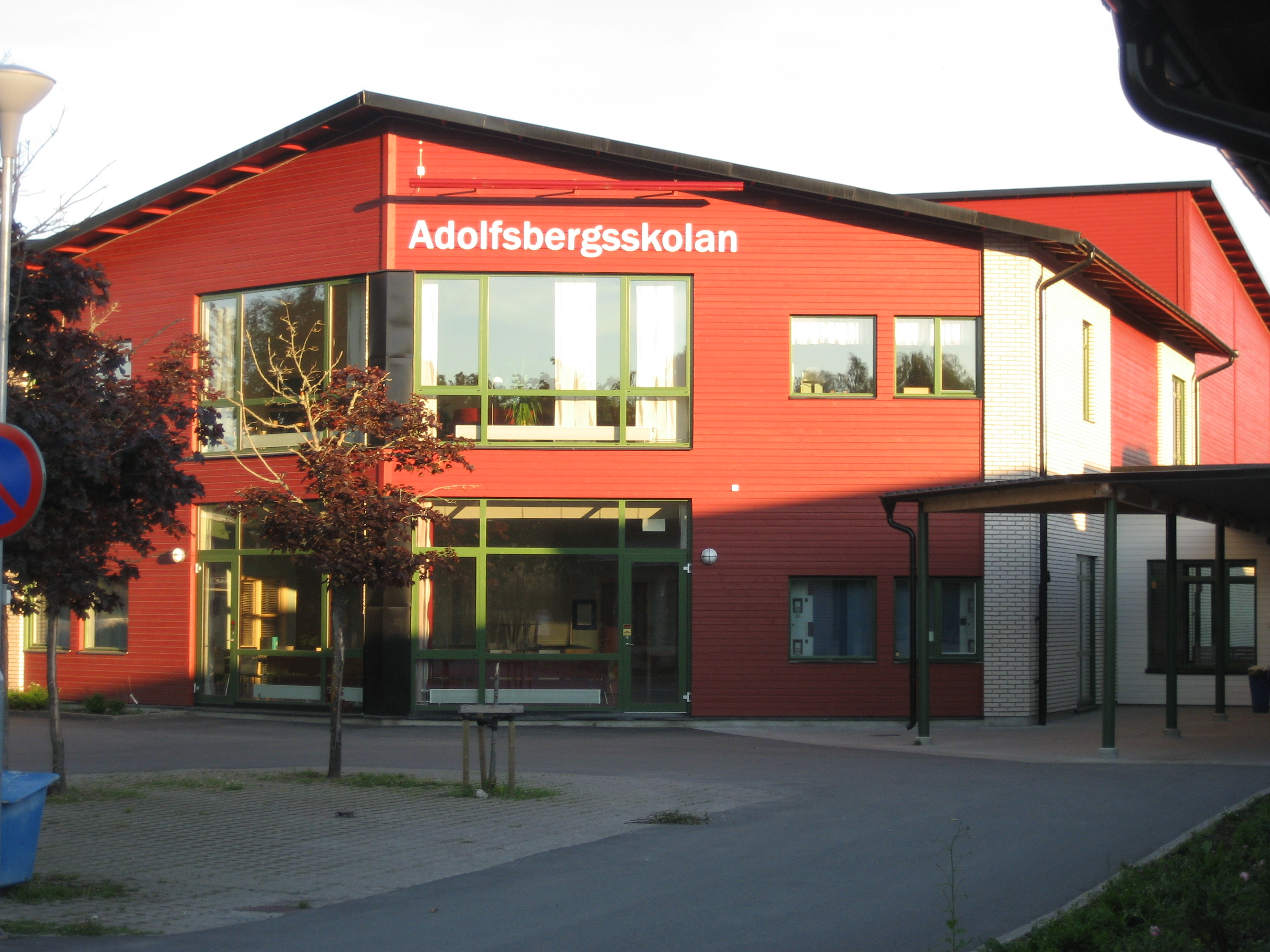
Adolfsbergsskolan

## Skolor
- Adolfsbergsskolan
- Brunnsskolan
- Ekeskolan

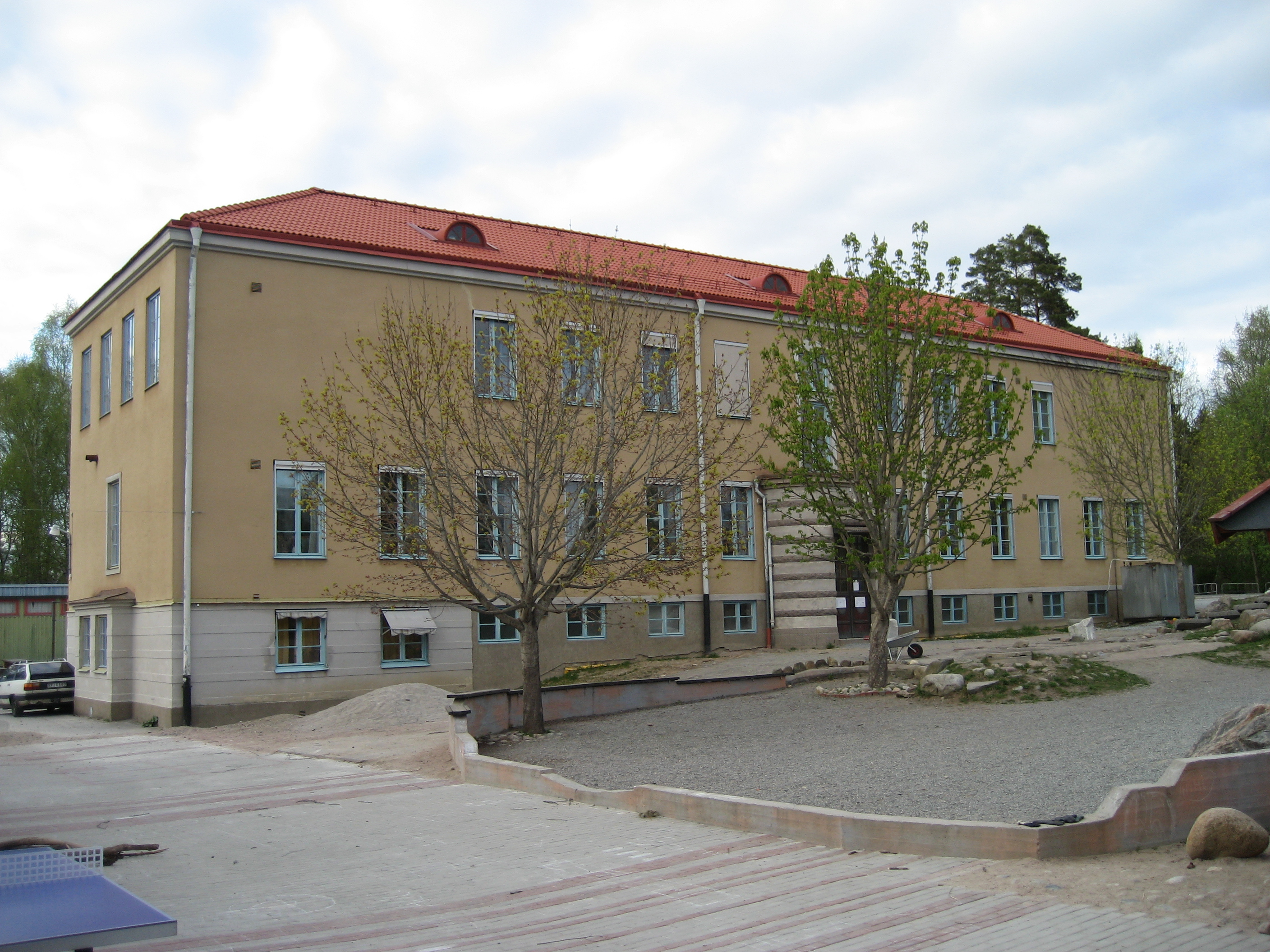
Örebro Waldorfskola

- Örebro Waldorfskola (Johannaskolan)

## Sport och kultur
Från Övre Adolfsberg kommer fotbollslaget Adolfsbergs IK, bildat 2004. Laget spelar i division 3. I Adolfsberg finns en hembygdsförening, Adolfsbergs hembygdsförening, bildad 1993.

## Kända adolfsbergare
- Åsa Avdic (Radio- och TV-programledare)
- Oscar Berglund (Fotbollsspelare)
- Oskar Bly (Sångare, skådespelare och regissör)
- Johan Brolenius (Utförsåkare)
- Lisa Dahlkvist (Fotbollsspelare)
- Fredrik Ekblom (Motorsportsprofil)
- Henrik Löwdahl (Ishockeyspelare)
- Pernilla Månsson Colt (TV-programledare)
- Hanna Nooni (Tennisspelare)
- Kristoffer Näfver (Fotbollsspelare)
- Gunnar Persson (Serietecknare)
- Johan Röjler (Skridskoåkare)
- Johan Schnürer (Rektor, Örebro universitet, 2016-)

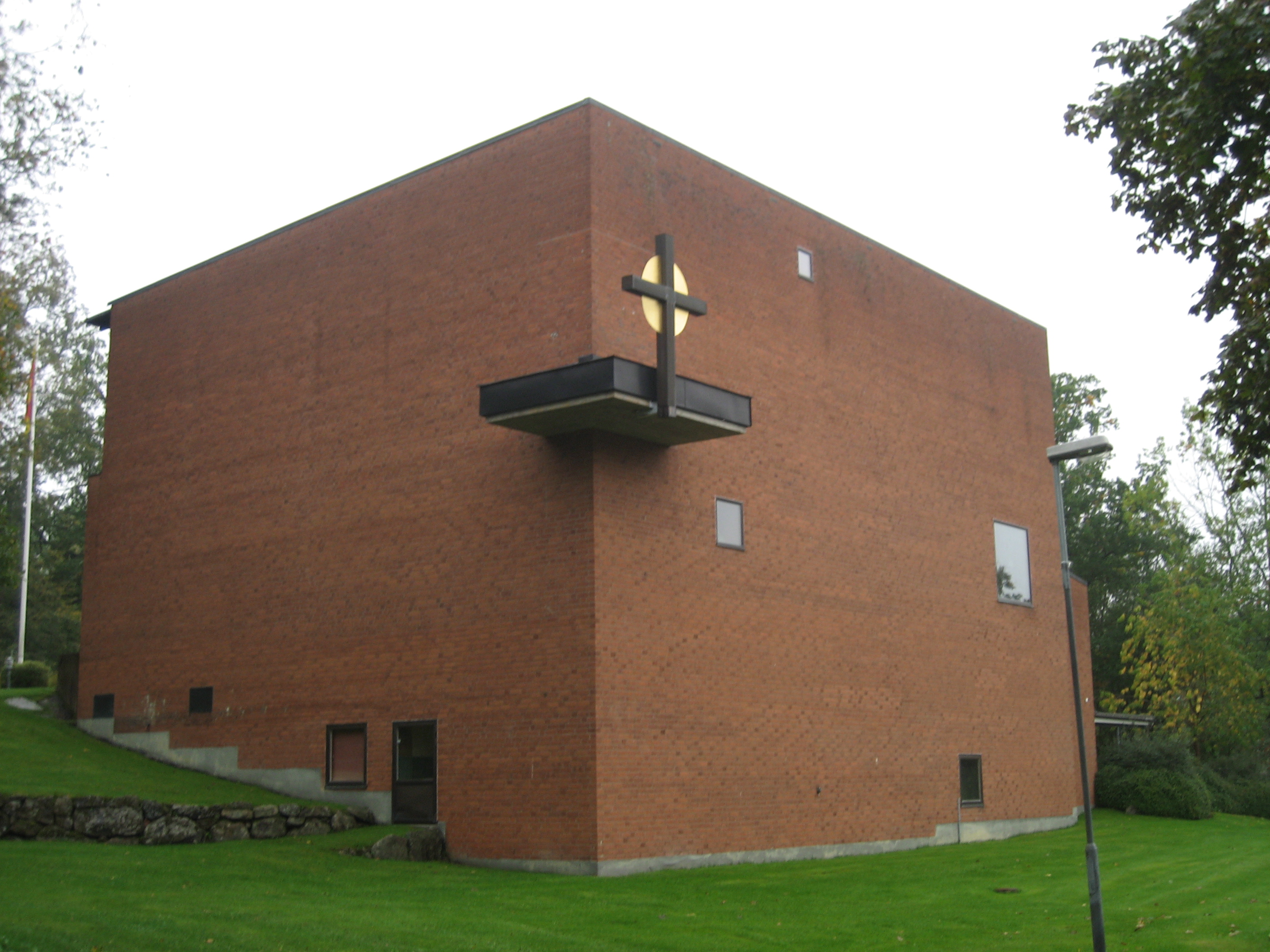
Adolfsbergskyrkan

- Anton Strand (Advokat)
- Claes Åkeson (TV-programledare)

### Webbkällor
- Örebro kommuns statistikdatabas